# Tauranga
Tauranga je novozélandské přístavní město v regionu Bay of Plenty na Severním ostrově. Podle výsledků sčítání lidu v roce 2015 mělo město 130 800 obyvatel. Tauranga je nejlidnatější město regionu a páté největší město na Novém Zélandu. Počet jeho obyvatel nepřetržitě roste.

## Přístav Tauranga

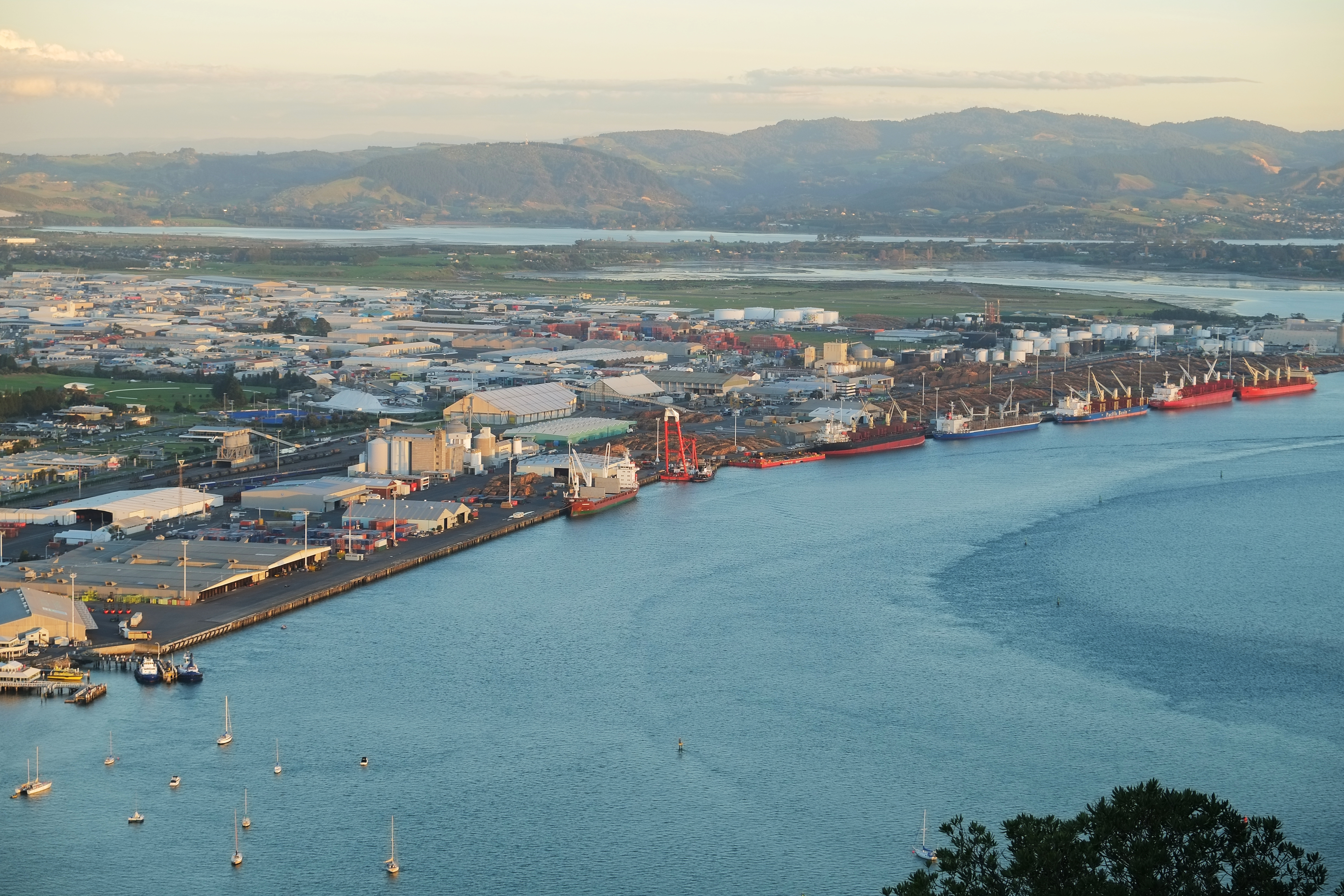
Východní část přístavu Tauranga (nákladní přístav), viděna od hory Mount Maunganui

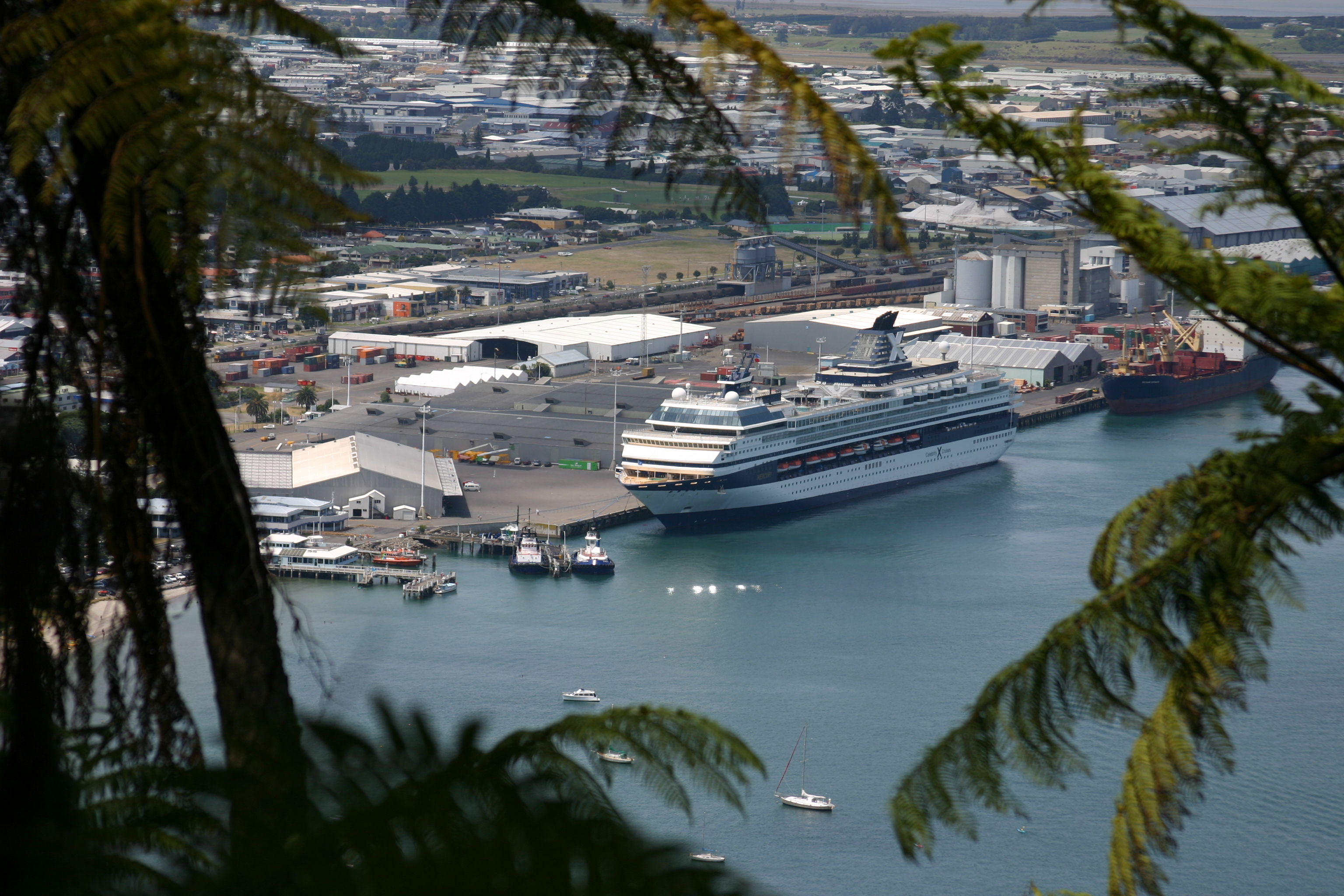
Zaoceánská výletní loď kotví v přístavu Tauranga

Přístav Tauranga má celostátní význam, jak pro nákladní, tak pro osobní přepravu. Podle sdělení ředitele přístavu Marca Cairnse z roku 2006 je Port of Tauranga největší přístav Nového Zélandu co se týče objemu vyloženého a naloženého zboží a druhý největší kontejnerový přístav země. Připlouvají do něj také zaoceánské výletní lodě.